# Grand Prix Portugalii 1987
Grand Prix Portugalii 1987 (oryg. Grande Premio de Portugal) – 12. runda Mistrzostw Świata Formuły 1 w sezonie 1987, która odbyła się 20 września 1987, po raz czwarty na torze Autódromo do Estoril.
16. Grand Prix Portugalii, siódme zaliczane do Mistrzostw Świata Formuły 1.

## Lista startowa
| Nr | Kierowca           | Zespół                          | Samochód   | Silnik              | Opony |
| -- | ------------------ | ------------------------------- | ---------- | ------------------- | ----- |
| 1  | Alain Prost        | Marlboro McLaren International  | MP4/3      | TAG Porsche         | G     |
| 2  | Stefan Johansson   | Marlboro McLaren International  | MP4/3      | TAG Porsche         | G     |
| 3  | Jonathan Palmer    | Tyrrell Racing Organisation     | DG/016     | Ford Cosworth       | G     |
| 4  | Philippe Streiff   | Tyrrell Racing Organisation     | DG/016     | Ford Cosworth       | G     |
| 5  | Nigel Mansell      | Williams Grand Prix Engineering | FW11       | Honda               | G     |
| 6  | Nelson Piquet      | Williams Grand Prix Engineering | FW11       | Honda               | G     |
| 7  | Riccardo Patrese   | Motor Racing Developments       | BT56       | BMW                 | G     |
| 8  | Andrea de Cesaris  | Motor Racing Developments       | BT56       | BMW                 | G     |
| 9  | Martin Brundle     | West Zakspeed Racing            | 861        | Zakspeed            | G     |
| 10 | Christian Danner   | West Zakspeed Racing            | 861        | Zakspeed            | G     |
| 11 | Satoru Nakajima    | Camel Team Lotus                | 99T        | Honda               | G     |
| 12 | Ayrton Senna       | Camel Team Lotus                | 99T        | Honda               | G     |
| 14 | Pascal Fabre       | Team AGS                        | JH22       | Ford Cosworth       | G     |
| 16 | Ivan Capelli       | Leyton House March Racing Team  | 871        | Ford Cosworth       | G     |
| 17 | Derek Warwick      | Arrows Racing Team              | A10        | Megatron            | G     |
| 18 | Eddie Cheever      | Arrows Racing Team              | A10        | Megatron            | G     |
| 19 | Teo Fabi           | Benetton Formula                | B187       | Ford Cosworth       | G     |
| 20 | Thierry Boutsen    | Benetton Formula                | B187       | Ford Cosworth       | G     |
| 21 | Alex Caffi         | Osella Squadra Corse            | FA1I       | Alfa Romeo          | G     |
| 22 | Franco Forini      | Osella Squadra Corse            | FA1I       | Alfa Romeo          | G     |
| 23 | Adrian Campos      | Minardi Team                    | M187       | Motori Moderni      | G     |
| 24 | Alessandro Nannini | Minardi Team                    | M187       | Motori Moderni      | G     |
| 25 | René Arnoux        | Equipe Ligier                   | JS29 JS29B | Alfa Romeo Megatron | G     |
| 26 | Piercarlo Ghinzani | Equipe Ligier                   | JS29 JS29B | Alfa Romeo Megatron | G     |
| 27 | Michele Alboreto   | Scuderia Ferrari                | F1-87      | Ferrari             | G     |
| 28 | Gerhard Berger     | Scuderia Ferrari                | F1-87      | Ferrari             | G     |
| 30 | Philippe Alliot    | Larrousse & Calmels F1          | LC87       | Ford Cosworth       | G     |

## Kwalifikacje
| 1 | 28 | Gerhard Berger     | Ferrari     |    |    |    |
| 2 | 5 | Nigel Mansell      | Williams    |    |    |    |
| 3 | 1 | Alain Prost        | McLaren     |    |    |    |
| 4 | 6 | Nelson Piquet      | Williams    |    |    |    |
| 5 | 12 | Ayrton Senna       | Lotus       |    |    |    |
| 6 | 27 | Michele Alboreto   | Ferrari     |    |    |    |
| 7 | 7 | Riccardo Patrese   | Brabham     |    |    |    |
| 8 | 2 | Stefan Johansson   | McLaren     |    |    |    |
| 9 | 20 | Thierry Boutsen    | Benetton    |    |    |    |
| 10 | 19 | Teo Fabi           | Benetton    |    |    |    |
| 11 | 18 | Eddie Cheever      | Arrows      |    |    |    |
| 12 | 17 | Derek Warwick      | Arrows      |    |    |    |
| 13 | 8 | Andrea de Cesaris  | Brabham     |    |    |    |
| 14 | 24 | Alessandro Nannini | Minardi     |    |    |    |
| 15 | 11 | Satoru Nakajima    | Lotus       |    |    |    |
| 16 | 10 | Christian Danner   | Zakspeed    |    |    |    |
| 17 | 9 | Martin Brundle     | Zakspeed    |    |    |    |
| 18 | 25 | René Arnoux        | Ligier      |    |    |    |
| 19 | 30 | Philippe Alliot    | Lola        |    |    |    |
| 20 | 23 | Adrian Campos      | Minardi     |    |    |    |
| 21 | 4 | Philippe Streiff   | Tyrrell     |    |    |    |
| 22 | 16 | Ivan Capelli       | March       |    |    |    |
| 23 | 26 | Piercarlo Ghinzani | Ligier      |    |    |    |
| 24 | 3 | Jonathan Palmer    | Tyrrell     |    |    |    |
| 25 | 21 | Alex Caffi         | Osella      |    |    |    |
| 26 | 22 | Franco Forini      | Osella      |    |    |    |
| NQ | 14 | Pascal Fabre       | AGS         |    |    |    |
| Poz. | Nr | Kierowca           | Konstruktor | Q1 | Q2 | Q3 |
| \| Legenda \| Legenda \| \| ---------------- \| -------------------------------------------------------------------------------------------------------------------------------------------------------------------------------------------------------- \| \| Poz. Nr Q1 Q2 Q3 \| Pozycja zajęta w sesji kwalifikacyjnej Numer startowy kierowcy Wynik uzyskany w pierwszej części kwalifikacji Wynik uzyskany w drugiej części kwalifikacji Wynik uzyskany w trzeciej części kwalifikacji \| | |                    |             |    |    |    |
| Legenda | |                    |             |    |    |    |
| Poz. Nr Q1 Q2 Q3 | Pozycja zajęta w sesji kwalifikacyjnej Numer startowy kierowcy Wynik uzyskany w pierwszej części kwalifikacji Wynik uzyskany w drugiej części kwalifikacji Wynik uzyskany w trzeciej części kwalifikacji |                    |             |    |    |    |

## Wyścig
- Źródło: oficjalna strona Formuły 1[1]

| P                 | + / – | Nr | Kierowca           | Konstruktor            | Okr. | Czas / Strata | Komentarz       |
| ----------------- | ----- | -- | ------------------ | ---------------------- | ---- | ------------- | --------------- |
| 1                 | 2     | 1  | Alain Prost        | McLaren-TAG            | 70   | 1h 37m 03,906 |                 |
| 2                 | 1     | 28 | Gerhard Berger     | Ferrari                | 70   | +0:20,493     |                 |
| 3                 | 1     | 6  | Nelson Piquet      | Williams-Honda         | 70   | +1:03,295     |                 |
| 4                 | 6     | 19 | Teo Fabi           | Benetton-Ford          | 69   |               | Brak paliwa     |
| 5                 | 3     | 2  | Stefan Johansson   | McLaren-TAG            | 69   | +1 okr.       |                 |
| 6                 | 5     | 18 | Eddie Cheever      | Arrows-Megatron        | 68   | +2 okr.       |                 |
| 7                 | 2     | 12 | Ayrton Senna       | Lotus-Honda            | 68   | +2 okr.       |                 |
| 8                 | 7     | 11 | Satoru Nakajima    | Lotus-Honda            | 68   | +2 okr.       |                 |
| 9                 | 13    | 16 | Ivan Capelli       | March-Ford             | 67   | +3 okr.       |                 |
| 10                | 14    | 3  | Jonathan Palmer    | Tyrrell-Ford           | 67   | +3 okr.       |                 |
| 11                | 3     | 24 | Alessandro Nannini | Minardi-Motori Moderni | 66   |               | Brak paliwa     |
| 12                | 9     | 4  | Philippe Streiff   | Tyrrell-Ford           | 66   | +4 okr.       |                 |
| 13                | 1     | 17 | Derek Warwick      | Arrows-Megatron        | 66   | +4 okr.       |                 |
| 14                | 5     | 20 | Thierry Boutsen    | Benetton-Ford          | 64   | +6 okr.       |                 |
| Niesklasyfikowani |       |    |                    |                        |      |               |                 |
|                   |       | 8  | Andrea de Cesaris  | Brabham-BMW            | 54   |               | Wtrysk          |
|                   |       | 27 | Michele Alboreto   | Ferrari                | 38   |               | Skrzynia biegów |
|                   |       | 9  | Martin Brundle     | Zakspeed               | 35   |               | Skrzynia biegów |
|                   |       | 22 | Franco Forini      | Osella-Alfa Romeo      | 32   |               | Zawieszenie     |
|                   |       | 30 | Philippe Alliot    | Lola-Ford              | 31   |               | Silnik          |
|                   |       | 25 | René Arnoux        | Ligier-Megatron        | 29   |               | Chłodnica       |
|                   |       | 21 | Alex Caffi         | Osella-Alfa Romeo      | 27   |               | (Turbo)         |
|                   |       | 26 | Piercarlo Ghinzani | Ligier-Megatron        | 24   |               | Zapłon          |
|                   |       | 23 | Adrian Campos      | Minardi-Motori Moderni | 24   |               | Wypadek         |
|                   |       | 5  | Nigel Mansell      | Williams-Honda         | 13   |               | Elektryka       |
|                   |       | 7  | Riccardo Patrese   | Brabham-BMW            | 13   |               | Silnik          |
|                   |       | 10 | Christian Danner   | Zakspeed               | 0    |               | DNS             |
| P                 | + / – | Nr | Kierowca           | Konstruktor            | Okr. | Czas / Strata | Komentarz       |